# Arbeitsgericht Trier

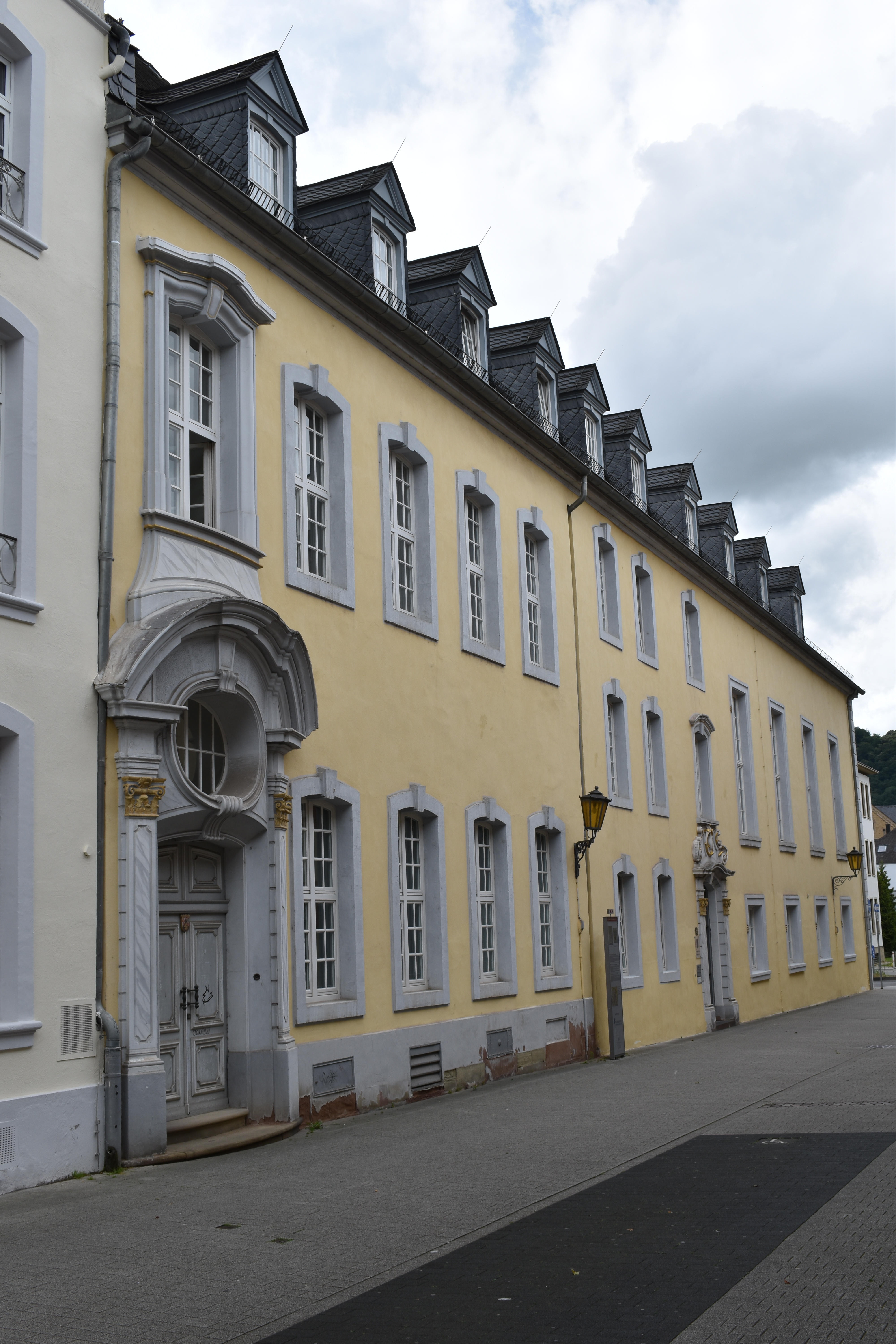
Gerichtsgebäude Dietrichstraße 13

Das Arbeitsgericht Trier, ein Gericht der Arbeitsgerichtsbarkeit, ist eines der fünf rheinland-pfälzischen Arbeitsgerichte.

## Gerichtssitz und -bezirk
Das Gericht hat seinen Sitz in Trier in der Dietrichstraße 13. Es hält Gerichtstage in Bernkastel-Kues und Gerolstein ab.
Das Arbeitsgericht Trier ist örtlich  für Rechtsstreitigkeiten aus der Stadt Trier, dem Landkreis Bernkastel-Wittlich, dem Landkreis Bitburg-Prüm, dem Landkreis Vulkaneifel und dem Landkreis Trier-Saarburg zuständig. Die sachliche Zuständigkeit ergibt sich aus dem Arbeitsgerichtsgesetz.

## Geschichte
Gemäß Arbeitsgerichtsgesetz vom 23. Dezember 1926 wurden in Deutschland Arbeitsgerichte gebildet. Diese waren nur in der ersten Instanz organisatorisch selbstständige Gerichte, die Landesarbeitsgerichte waren den Landgerichten zugeordnet. Am Landgericht Koblenz entstand so 1927 das Landesarbeitsgericht Koblenz als eines von drei Landesarbeitsgerichten im Bezirk des Oberlandesgerichtes Köln. In Trier entstand das Arbeitsgericht Trier. Sein Sprengel umfasste die Bezirke der Amtsgerichte Bitburg, Neuerburg, Neumagen (teilweise), Perl, Saarburg, Trier und Wittlich. Es bestand jeweils eine Kammer für Arbeiter, für Angestellte und für Handwerk. Daneben bestand eine Kammer für die Mitarbeiter der Reichsbahndirektion Trier. Nach der Rückkehr des Saargebietes in das Reich wurde die Reichsbahndirektion Trier aufgehoben und entsprechend auch die betreffende Kammer am Arbeitsgericht Trier aufgehoben.
Nach der Besetzung Deutschlands durch die Alliierten wurden 1945 zunächst alle Gerichte geschlossen. Die ordentlichen Gerichte wurden schon bald wieder eröffnet, während die Arbeitsgerichte zunächst nicht wieder eingerichtet wurden, so dass arbeitsgerichtliche Streitigkeiten von den ordentlichen Gerichten erledigt werden mussten. Gemäß Kontrollratsgesetz 21 vom 30. März 1946 sollten in Deutschland Arbeitsgerichte aufgebaut werden. Mit Präsidialerlass vom 25. Juli 1946 sollten 10 Arbeitsgericht in Rheinland-Pfalz eingerichtet werden, darunter das in Trier. Dies wurde jedoch nicht umgesetzt, da die Voraussetzung fehlten. Unter anderem bestanden noch keine Arbeitgeberverbände. Mit dem Gesetz zur Errichtung von Arbeitsgerichten und das Verfahren in Arbeitsgerichtsstreitigkeiten vom 6. November 1847 sowie der Landesverfügung über die Errichtung der Arbeitsgerichte und die örtliche Abgrenzug der Arbeitsgerichtsbezirke vom 15. März 1948 wurde eine neue Rechtsgrundlage geschaffen. Das Arbeitsgericht Trier entstand so neu und war für den Regierungsbezirk Trier als Gerichtsbezirk zuständig. Am 31. August 1948 nahm das Gericht seine Arbeit auf. Seinen Sitz hatte es zunächst im Gebäude Martinsfeld 63. Ab 1988 war der Sitz Paulinstraße 27 und ab  1987 in der Dietrichstraße 13.

## Gerichtsgebäude
Das Arbeitsgericht Trier befindet sich gemeinsam mit dem Sozialgericht Trier in der Dietrichstraße 13.

## Übergeordnete Gerichte
Dem Arbeitsgericht Trier sind das Landesarbeitsgericht Rheinland-Pfalz in Mainz und im weiteren Rechtszug das Bundesarbeitsgericht in Erfurt übergeordnet.